# Cold Creek Manor
Cold Creek Manor is een Brits-Amerikaans-Canadese drama/thrillerfilm uit 2003, geregisseerd door Mike Figgis en geproduceerd door Annie Stewart. De hoofdrollen worden vertolkt door Dennis Quaid, Sharon Stone en Stephen Dorff.

## Verhaal
Cooper en Leah Tilson besluiten om samen met hun dochter Kristen en hun zoontje Jesse van de drukke stad naar het platteland te verhuizen. Ze kopen voor een kleine prijs een groot huis en beginnen langzaam maar zeker te geloven dat dit de perfecte plek voor hen is. Maar dan duikt Dale Massie ineens op. Hij is de vorige eigenaar van het huis en heeft drie jaar in de gevangenis gezeten. Opeens wordt hun leven een hel.

## Rolbezetting
| Acteur              | Personage              |
| ------------------- | ---------------------- |
| Dennis Quaid        | Cooper Tilson          |
| Sharon Stone        | Leah Tilson            |
| Stephen Dorff       | Dale Massie            |
| Juliette Lewis      | Ruby Ferguson          |
| Kristen Stewart     | Kristen Tilson         |
| Ryan Wilson         | Jesse Tilson           |
| Dana Eskelson       | Sheriff Annie Ferguson |
| Christopher Plummer | Mr. Massie             |
| Simon Reynolds      | Ray Pinski             |
| Kathleen Duborg     | Ellen Pinski           |
| Paula Brancati      | Stephanie Pinski       |
| Aidan Devine        | Skip Linton            |
| Wayne Robson        | Stan Holland           |
| Jordan Pettle       | Declan                 |
| Ray Paisley         | Dink                   |